# 黎拔佳
黎拔佳（英語：B.C. Lee / Bar Chya Lee，1954年12月27日—2019年9月11日）是加拿大華裔政治家、資深演員，前卑詩省溫哥華市議員。

## 生平
黎拔佳出生澳門，畢業於粵華中學英文小學部，12歲隨家人移居台灣後開始學習中文讀寫。先後就讀台北市仁愛初中、台南市建成國中、台南一中，後於政治大學取得政治學學士、政治學碩士學位。1983年赴美國紐約，就讀紐約大學(NYU)（页面存档备份，存于），取得公共行政碩士學位。畢業後進入紐約維斯律師事務所（页面存档备份，存于）中國事務部，任職編譯。1991年返國工作，1992年2月由中華民國行政院僑務委員會，派駐加拿大溫哥華台北經濟文化辦事處，擔任加西僑務秘書。1994年移居溫哥華。
黎拔佳移居溫哥華後，從事行銷及公關顧問業務，先後參與創立 East Meets West Productions 及 Fireglo Strategic Marketing Communications Inc.，活躍於大溫商界和社區，也曾任加拿大卑詩省台灣商會副會長。East Meest West Productions 於1997-2000年間在溫哥華和多倫多舉辦大型年宵活動，榮獲第一屆Canadian Event Awards 的 Annual Best Cultural Festival (年度最佳文化活動獎)(1998)，及第二屆、第三屆的Annual Best Festival (年度最佳活動獎) (1999, 2000)。
2005年，黎拔佳當選溫哥華市議員，是首位成功踏入加國政壇的第一代台灣移民。
2012-2016年，由卑詩省政府任命為卑詩省中醫針灸管理局（页面存档备份，存于）理事，並獲推舉擔任副主席。
黎拔佳不只積極參政，更熱心社區事務，參與並推動許多公益活動，為卑詩兒童醫院等醫療機構籌款更是不遺餘力，同時也憑藉深廣人脈、靈活手腕和流利的國、粵、英語能力，促進來自兩岸三地的移民彼此交流。
黎拔佳以其政治與公共行政方面的學術專業背景和實務經驗，對於公共議題多有獨到精闢的見解，除了擔任媒體時事評論員，在平面媒體和電子媒體上也有專欄和時政節目。
因其對社區交流、促進族裔社群間相互了解與合作的長期貢獻，2012年獲頒 Queen Elizabeth II's Diamond Jubilee Medal (2012)（页面存档备份，存于）獎章。
在政治和公益之外，黎拔佳也醉心表演藝術，積極參與各種劇場、電視劇、電影的演出，並曾獲提名角逐2017年度 Leo Awards（页面存档备份，存于） 的最佳男配角獎。
黎拔佳於2019年9月11日，因肝癌逝於加拿大卑詩省Burnaby Hospital，享年64歲。

## 政治歷程
2002年，獲無黨派協會(NPA)提名參選市議員未當選；
2005年，再次代表無黨派協會(NPA)參選，並當選溫哥華市議員（页面存档备份，存于），任期為2005至2008年；
2015年，當選溫哥華無黨派協會(NPA)主席（页面存档备份，存于）。

## 演藝生涯
1991年，於台灣導演李安 (Dir. Ang Lee)執導的電影《推手》(Pushing Hands)客串 Waiter Lee 一角
2009年，參與舞台劇《花鼓歌》 (The Flower Drum Song) 演出（页面存档备份，存于）
2010年，參與 Pangaea Theatre 的舞台劇 Jade in the Coal 和 Cumberland 演出
2012年，參與 FOX 電視劇《Fringe》演出 
2013年，參與 FOX 電視劇《Almost Human》演出 
2014年，參與舞台劇《家庭》(Ga Ting)演出，飾演丈夫 
2015年，參與短片《The Blue Jet》演出 
2015年，參與加拿大 OMNI 電視台製作電視劇 《血與水》 (Blood and Water) 演出，飾演 Victor Li（页面存档备份，存于）
2017年，以《血與水》 (Blood and Water) 的演出，獲得 BC Leo Award（页面存档备份，存于） 最佳男配角提名。
2017年，參與短片《Story Unbridled》演出 
2018年，參與電影《聖誕謀殺案》(Fatal Visit)演出，飾演 Patrick 
2019年，參與舞台劇《Chicken Girl》演出，飾演 Uncle Chan（页面存档备份，存于）。

## 外部連結
B.C. Lee on Facebook
B.C. Lee on Youtube